# Kell
Kell és una població dels Estats Units a l'estat d'Illinois. Segons el cens del 2000 tenia 231 habitants.

## Demografia
Segons el cens del 2000, Kell tenia 231 habitants, 84 habitatges, i 68 famílies. La densitat de població era de 88,3 habitants/km².
Dels 84 habitatges en un 35,7% hi vivien nens de menys de 18 anys, en un 73,8% hi vivien parelles casades, en un 7,1% dones solteres, i en un 17,9% no eren unitats familiars. En el 15,5% dels habitatges hi vivien persones soles l'11,9% de les quals corresponia a persones de 65 anys o més que vivien soles. El nombre mitjà de persones vivint en cada habitatge era de 2,75 i el nombre mitjà de persones que vivien en cada família era de 3,09.
Per edats la població es repartia de la següent manera: un 27,3% tenia menys de 18 anys, un 6,5% entre 18 i 24, un 28,1% entre 25 i 44, un 25,1% de 45 a 60 i un 13% 65 anys o més.
L'edat mediana era de 40 anys. Per cada 100 dones de 18 o més anys hi havia 100 homes.
La renda mediana per habitatge era de 40.909 $ i la renda mediana per família de 41.719 $. Els homes tenien una renda mediana de 31.806 $ mentre que les dones 21.250 $. La renda per capita de la població era de 17.002 $. Cap de les famílies estaven per davall del llindar de pobresa.

## Poblacions properes
El següent diagrama mostra les poblacions més properes.